# IC 4396
IC 4396 је спирална галаксија у сазвјежђу Волар која се налази на листи објеката дубоког неба у Индекс каталогу.
Деклинација објекта је + 28° 48' 0" а ректасцензија 14h 17m 30,3s. Привидна величина (магнитуда) објекта IC 4396 износи 14,8 а фотографска магнитуда 15,6. IC 4396 је још познат и под ознакама MCG 5-34-8, CGCG 163-16, PGC 51050.